# Chór Dana

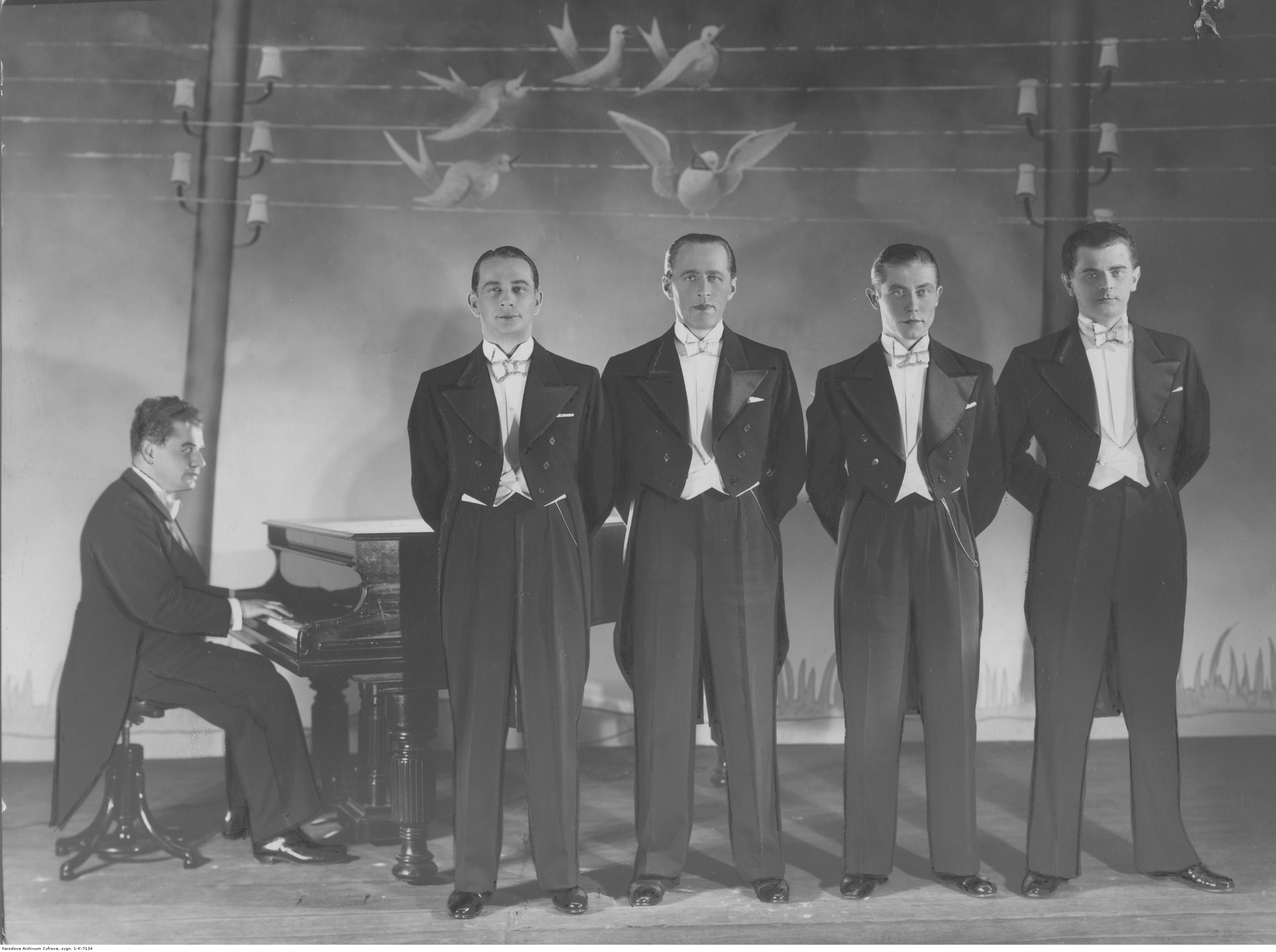
Chór Dana podczas występu; widoczni od lewej: Władysław Daniłowski-Dan, Mieczysław Fogg, Tadeusz Bogdanowicz, Tadeusz Jasłowski i Adam Wysocki.

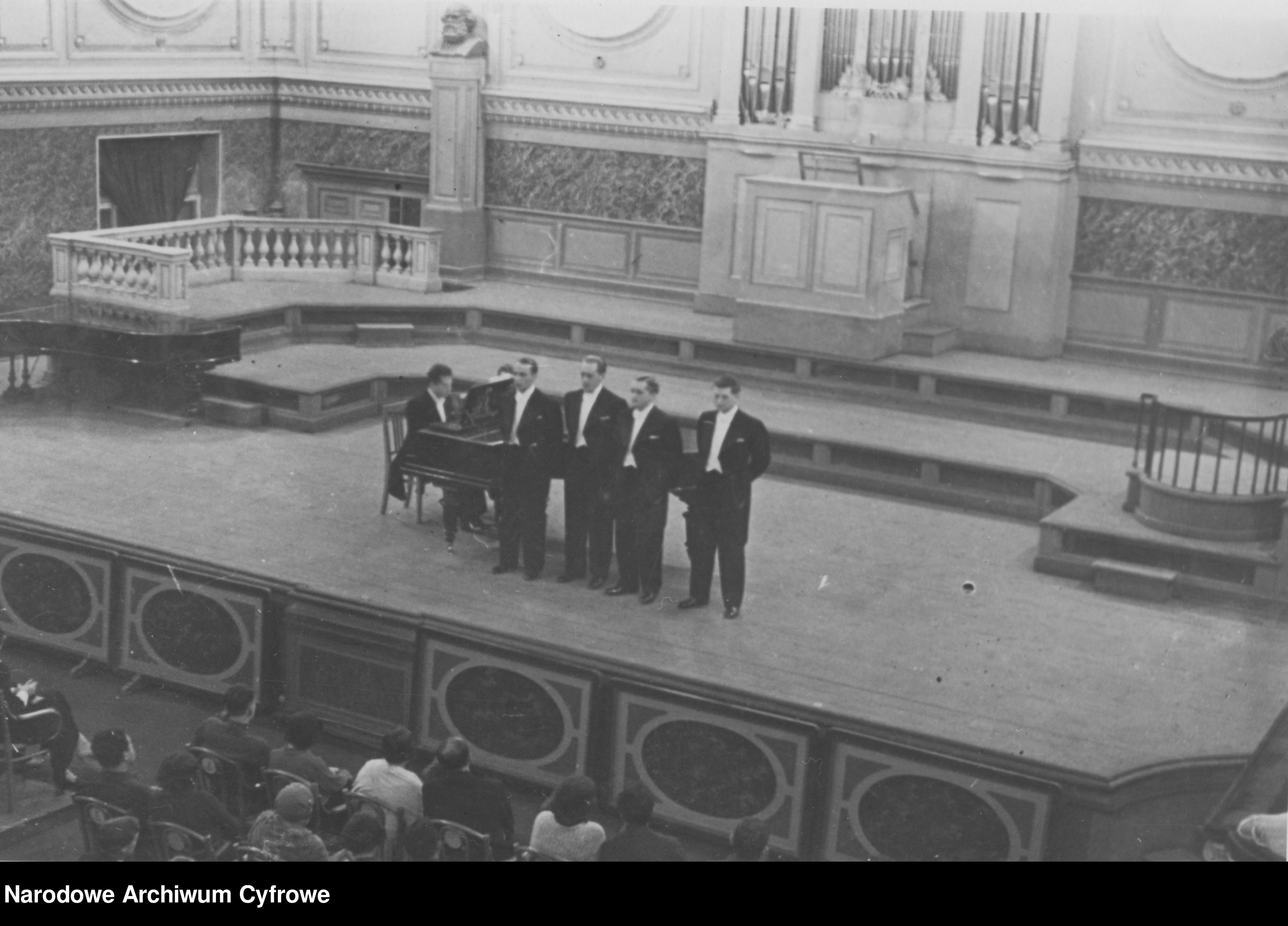
Chór Dana podczas tournée po ZSRR w 1934

Chór Dana (pierwotnie hiszp. Coro Argentino V. Dano) – polski zespół rewelersów założony w 1928 roku przez Władysława Daniłowskiego (kierownika artystycznego i akompaniatora), początkowo męski kwartet wokalny. Inicjatorem powstania grupy był Leon Badowski.

## Początki kariery
Zespół debiutował w składzie: Wincenty Nowakowski (pierwszy tenor), Zachariasz Papiernik, Aleksander Kruszewski (obaj jako drudzy tenorzy), Mieczysław Fogg (w tym czasie również tenor), Tadeusz Bogdanowicz (bas) i W. Dan-Daniłowski na scenie teatrzyku Qui Pro Quo.
Pierwszym repertuarem Chóru Dana były tanga śpiewane po hiszpańsku. 

## Skład zespołu
Skład zespołu się zmieniał, pierwsi opuścili Chór Dana Papiernik i Kruszewski, a niedługo później również Nowakowski. Przybył za to student konserwatorium Adam Wysocki, na miejsce Nowakowskiego zaś Tadeusz Jasłowski. 
Ten skład (Wysocki, Jasłowski, Fogg i Bogdanowicz) śpiewał w Chórze Dana najdłużej. 
W końcu 1938 roku na miejsce Mieczysława Fogga przyszli Hanka Brzezińska i Wacław Brzeziński (rodzeństwo). Przez krótki okres w zespole śpiewała też Janina Godlewska (żona Andrzeja Boguckiego).

## Działalność
Z Qui Pro Quo chór związany był do 1931 roku. Od 1932 r. jako kwartet lub kwintet współpracował z innymi teatrami i rewiami – Banda, Rex, Polonia, Cyrulik Warszawski, Wielka Rewia, Małe Qui Pro Quo oraz Tip Top.
Dużo koncertował, nie tylko w Polsce, lecz również za granicą (Austria, Estonia, Finlandia, Łotwa, Norwegia, Szwecja, 32 stany USA, Włochy, ZSRR).
Na początku okupacji, kiedy zespół występował w kawiarni Mała Ziemiańska, akompaniatorem i aranżerem zespołu był Witold Lutosławski.
Jako chórek towarzyszył takim artystom, jak: Adolf Dymsza, Stefcia Górska, Hanka Ordonówna, Zula Pogorzelska. Wystąpił w wielu polskich filmach przedwojennych.

## Wykonywane utwory
- Chodź, kolego, na jednego
- Czerwony Kapturek
- Esta noche me emborracho
- Kuplety warszawskie
- Melodia
- Nasza jest noc
- Niedobrze, panie bobrze
- Nie igraj, Signorito
- Nie umiem zapomnieć
- Oj, dana
- On nie powróci już (muzyka Henryk Wars, słowa Andrzej Włast)
- Pamiętam twoje oczy
- Pokoik na Hożej
- Tango łyczakowskie
- Tango milonga
- Telefony
- Co nam zostało z tych lat (słowa Julian Tuwim)

## Dyskografia
- Chór Dana (Pocztówka, Tonpress R-0499-II)
- 1978 Jak za dawnych lat (składanka, LP, Muza SX-1701)
- Hanka Ordonówna: Hanka Ordonówna śpiewa (jako chórek, LP, Muza L-0382)
- Przedwojenne szlagiery (składanka, CD)
- 2011 – Chór Dana : Pierwsi polscy rewelersi (4ever Music)

## Filmografia

### Aktorzy
- 1930 – Niebezpieczny romans
- 1931 – Dziesięciu z Pawiaka
- 1931 – Straszna noc
- 1932 – Pałac na kółkach
- 1932 – Rok 1914
- 1932 – Ułani, ułani, chłopcy malowani
- 1935 – Wacuś jako Urzędnicy lombardu
- 1936 – Dodek na froncie jako Chór żołnierzy rosyjskich
- 1937 – Parada Warszawy
- 1939 – Ja tu rządzę jako Czeladnicy szewscy

### Polski dubbing
- 1937: Królewna Śnieżka i siedmiu krasnoludków jako krasnoludki (śpiew)[4]